# ЮМЗ Т2
ЮМЗ Т2 (укр. ЮМЗ Т2) — модель троллейбуса, выпускавшаяся на Южном машиностроительном заводе имени А. М. Макарова в Днепре. Выпуск прекращён в 2011 году.

## История развития
C 1992 года в Днепропетровске на «Южмаше» были запущены в серийное производство сочленённые троллейбусы ЮМЗ Т1, которые быстро приобрели популярность на Украине и за её пределами, но обыкновенные одиночные троллейбусы были нужны многим городам не менее, чем "гармошки".
В 1993 году появились первые модернизированные ЮМЗ Т1, и тогда же был построен опытный образец одиночного троллейбуса ЮМЗ Т2. Он был полностью унифицирован со своим «длинным собратом»: та же окраска, та же форма кузова, те же агрегаты, такие же технические характеристики (естественно, с поправкой на то, что у Т2 был один двигатель и один ведущий мост). Научным руководителем работ по созданию троллейбуса был назначен Владимир Веклич, а главным конструктором — Михаил Галась.

### Начало выпуска

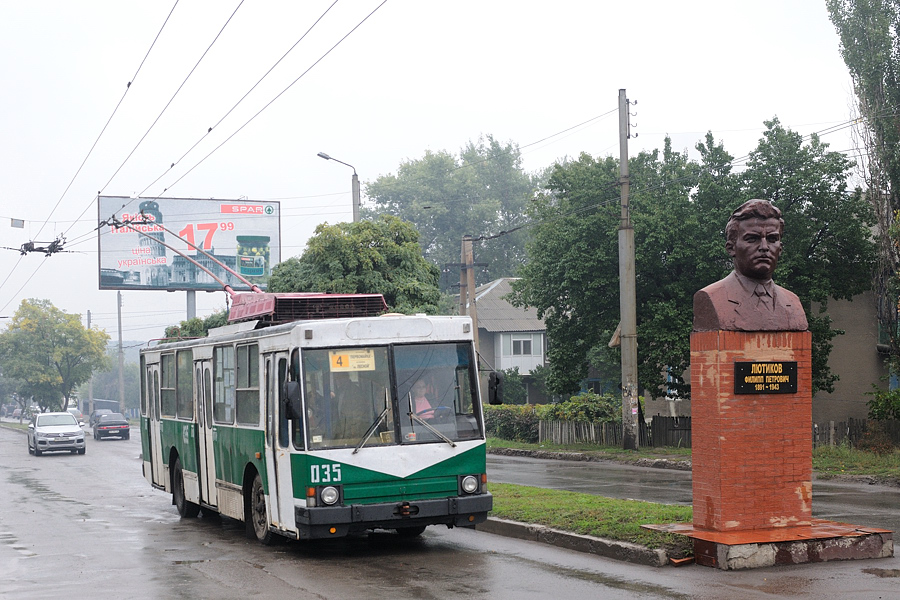
Один из первых ЮМЗ-Т2 в Краснодоне

Опытный образец ЮМЗ Т2 несколько месяцев испытывался в Днепропетровске, но постоянной приписки так и не получил — после испытаний его отправили в Тернополь, где эксплуатировался до 2005 года под № 129. В 1994 году первую партию из 10 троллейбусов ЮМЗ Т2 получил и Днепропетровск. Они все были направлены в депо № 1 и предназначались для замены последних списанных Škoda 9Tr. ЮМЗ Т2 нумеровали пятым разрядом (как и Škoda), присвоив им таким образом номера 1500—1509.
В том же 1994 году на «Южмаше» был создан опытный образец троллейбуса ЮМЗ Т2М, внешне идентичный Т2, но с тиристорной системой управления и статическим преобразователем. Аналогичный сочленённый троллейбус был построен годом позже и назывался ЮМЗ Т3К. Но ни один, ни другой в серию не пошёл главным образом из-за нежелания ремонтников работать со сложной электроникой. ЮМЗ Т2М в течение двух лет принадлежал заводу и в 1996 году передан в депо № 1, где получил бортовой номер 1050.
Троллейбусы ЮМЗ Т2 поставлялись и поставляются во многие города Украины и СНГ — они были в Москве, в Ростове-на-Дону, в Ашхабаде. Несколько троллейбусов специальной модификации ЮМЗ Т2-09 ездят по Днепропетровску и крымской горной трассе «Симферополь — Ялта», а также в Керчи.

### Модернизация 2000—2003 годов

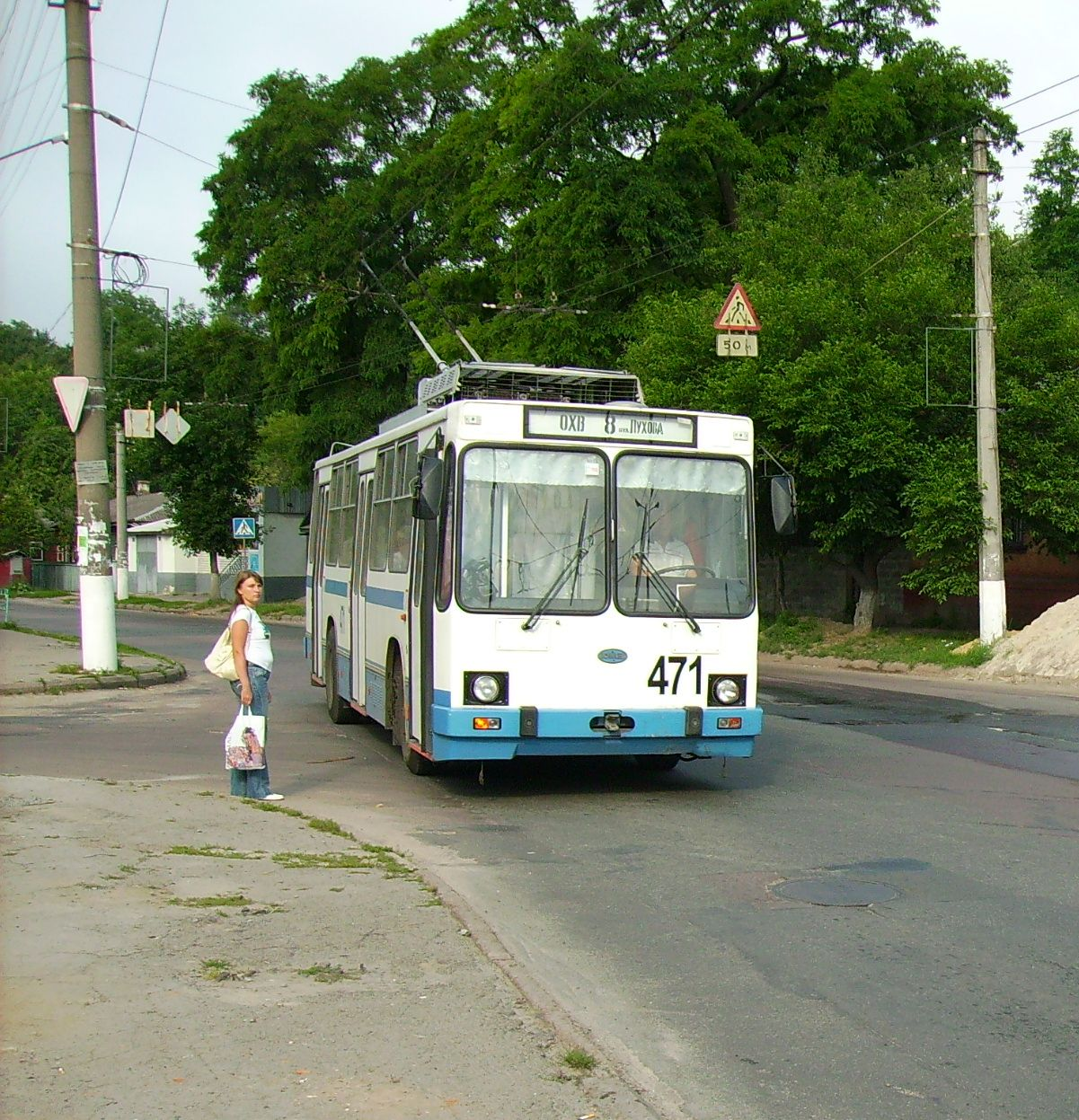
ЮМЗ-Т2 Модернизация 2000—2003 гг. На улице Толстого в Чернигове

Кроме изменения дизайна передней части и новой отделки салона, в конструкцию были внесены и технические новшества: новый двигатель ЭД-139, новый малошумный компрессор и другие менее значительные усовершенствования. Перенос габаритных огней с кузова троллейбуса на бампер.

### Модернизация 2006—2008 годов
Все троллейбусы выпускаются с дисковым креплением колёс и новой отделкой салона, все троллейбусы модели ЮМЗ Т2 выпускаются с ТРСУ и ТИСУ, а также некоторые модели оборудованы системой управления на IGBT-транзисторах.
В декабре 2008 года производство троллейбусов ЮМЗ было закрыто, и в 2011 году Мариуполь купил со склада завода ЮМЗ, последние 3 ЮМЗ Т2, собранные в 2008 году.
В 2008 году Мариуполь получил юбилейный, 1000-й троллейбус ЮМЗ.

### Современное состояние
По состоянию на январь 2023 года ЮМЗ Т2 эксплуатируются в 25 троллейбусных системах Украины и в Молдове (Кишинёв).
В 2011—2014 годах троллейбусы этой модели эксплуатировались в Углегорске (переданные из Киева и Донецка). В октябре 2012 года из Киева 5 троллейбусов были отправлены в Житомир и 2 — в Винницу. В некоторых городах троллейбусы первых годов выпуска уже списываются.
В Торецке эта модель выведена из эксплуатации в 2007 году в связи с закрытием системы. Первым городом, который полностью вывел эту модель из эксплуатации без закрытия системы, стал Лисичанск, где 2 единственных Т2 списаны в течение 2012 года. Также в 2010 году в связи с закрытием системы списан единственный троллейбус этой модели в Доброполье.
В других странах эти троллейбусы также начали выводиться из эксплуатации — так, списаны все машины, поступившие в Ашхабад, восемь московских Т2, а также две машины, которые эксплуатировались в Ростове-на-Дону, были списаны в 2013 году.

### Фотогалерея

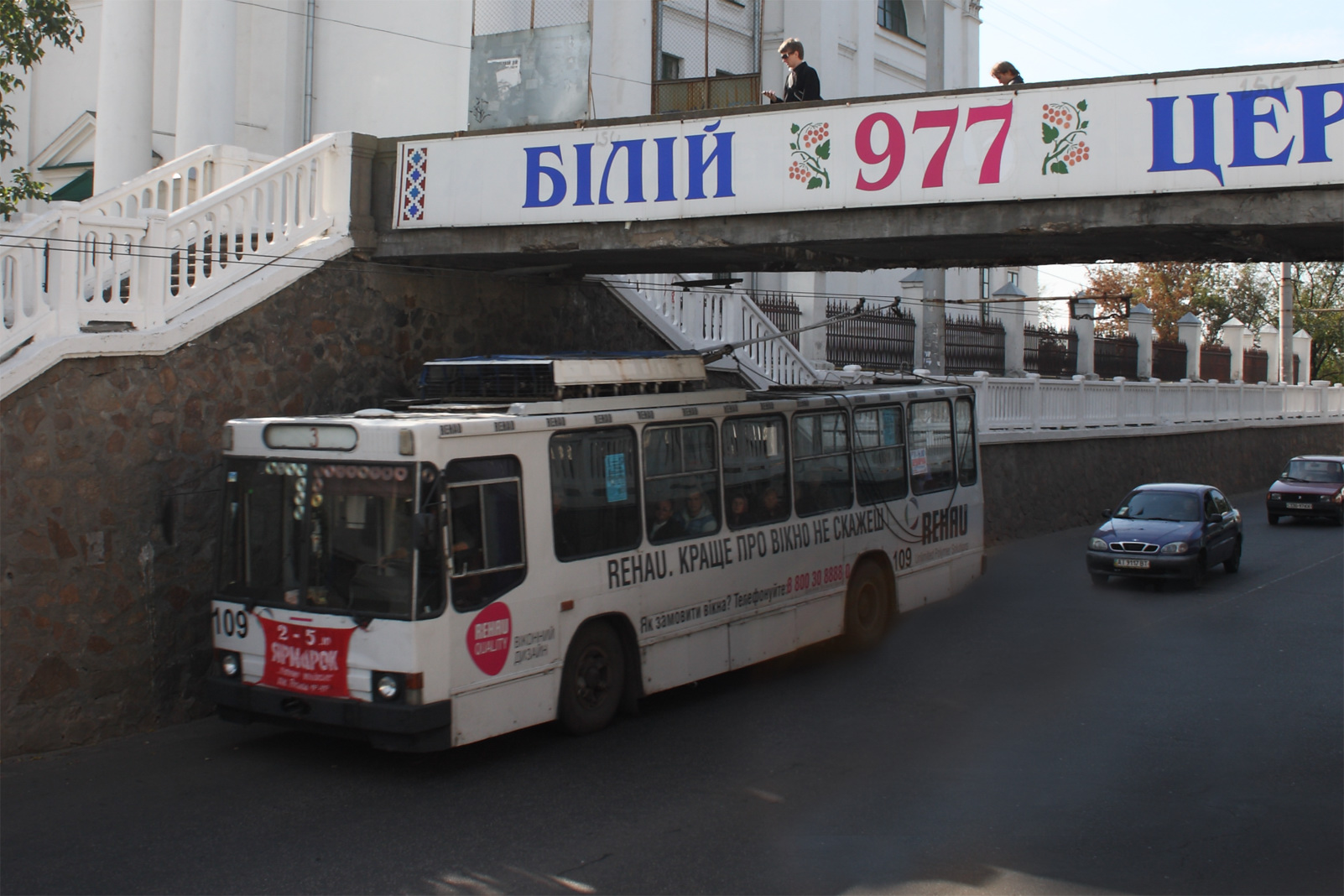
ЮМЗ Т2 в Белой Церкви
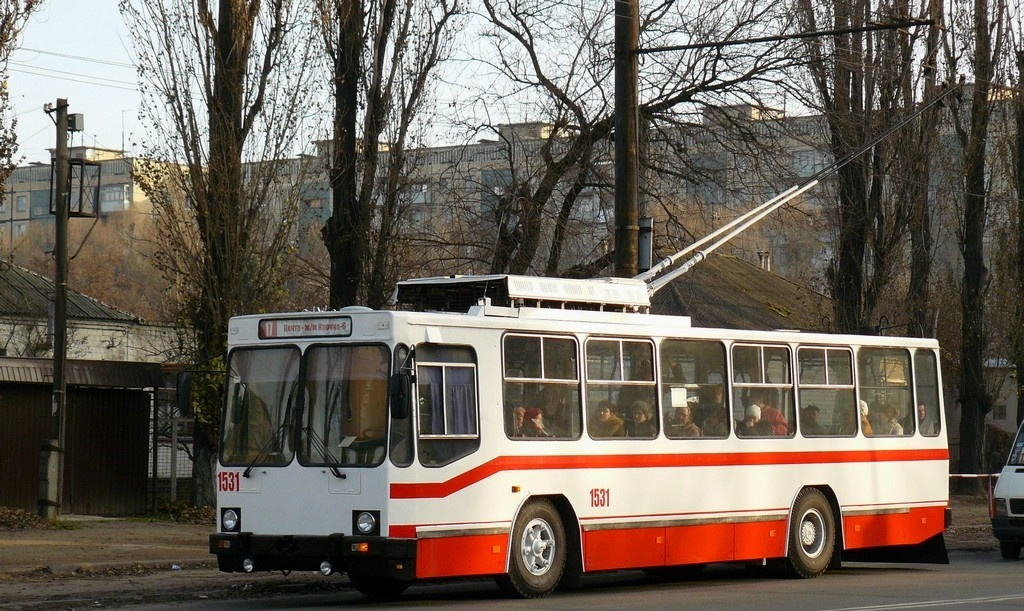
ЮМЗ Т2 в Днепропетровске
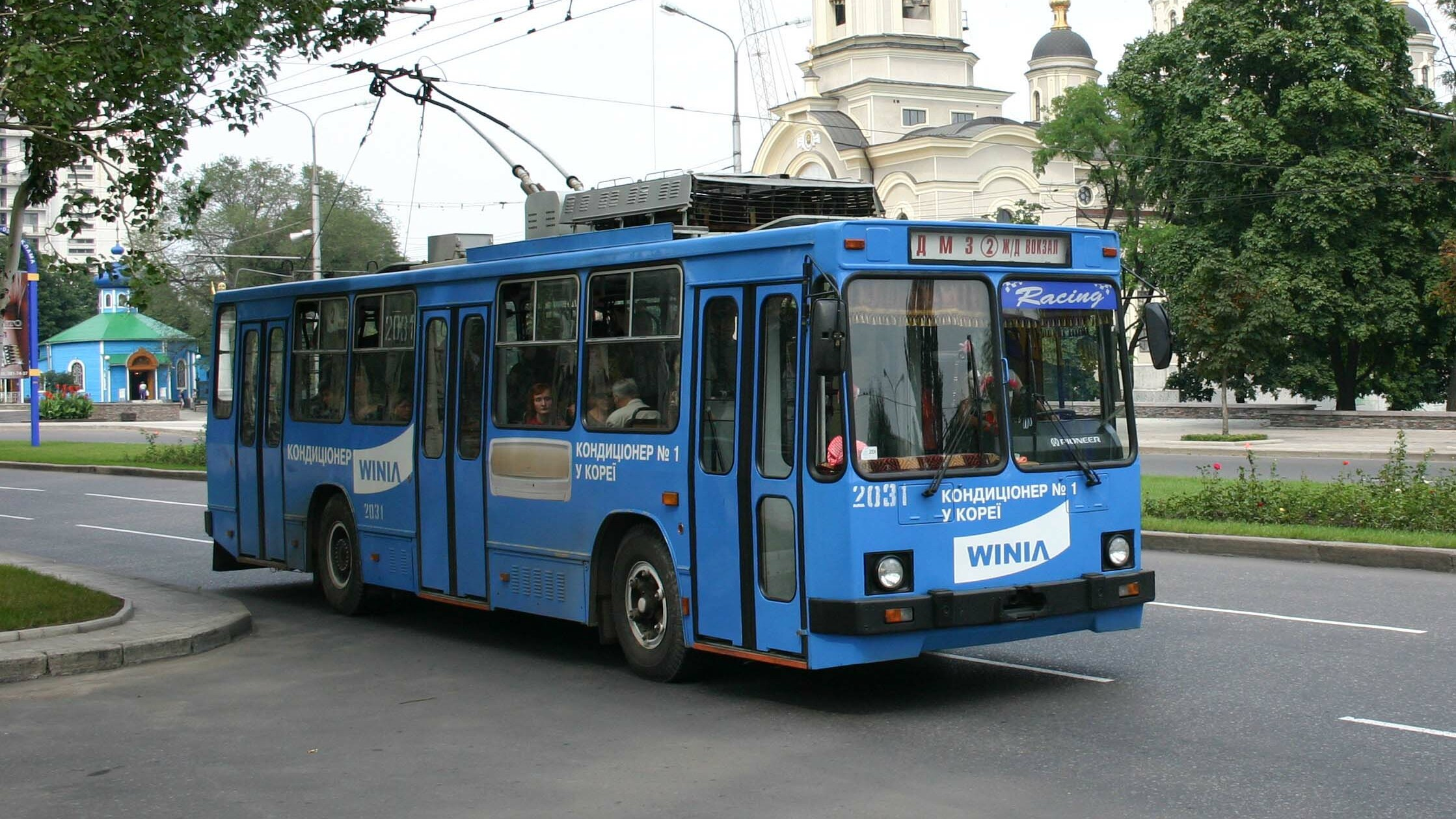
ЮМЗ Т2 в Донецке
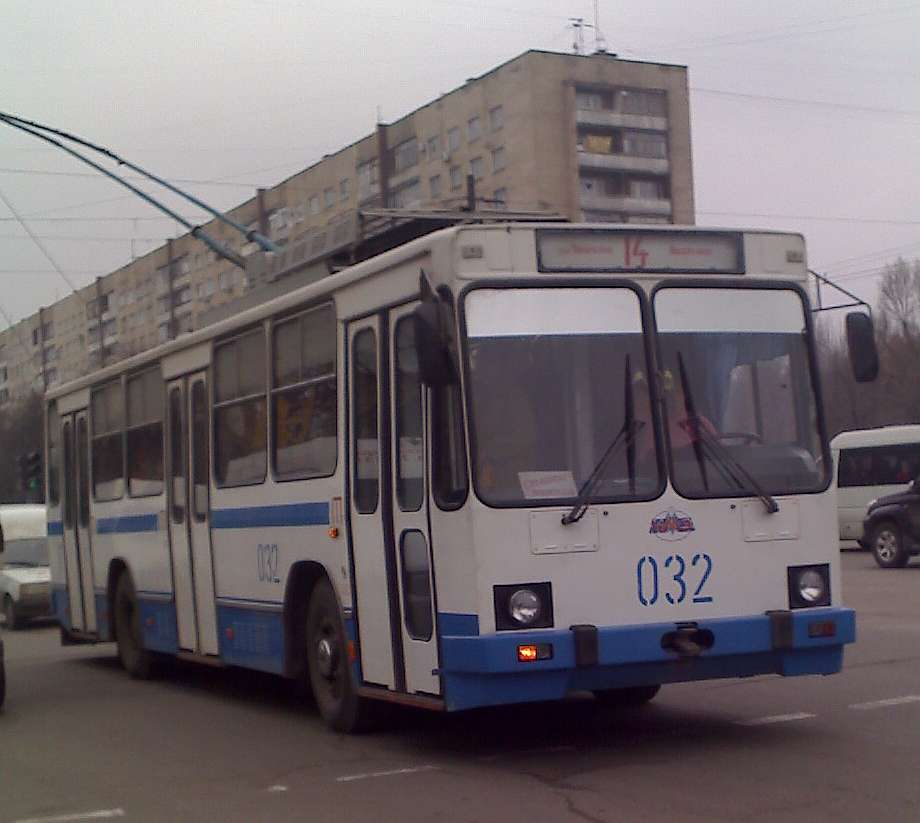
ЮМЗ Т2 в Запорожье
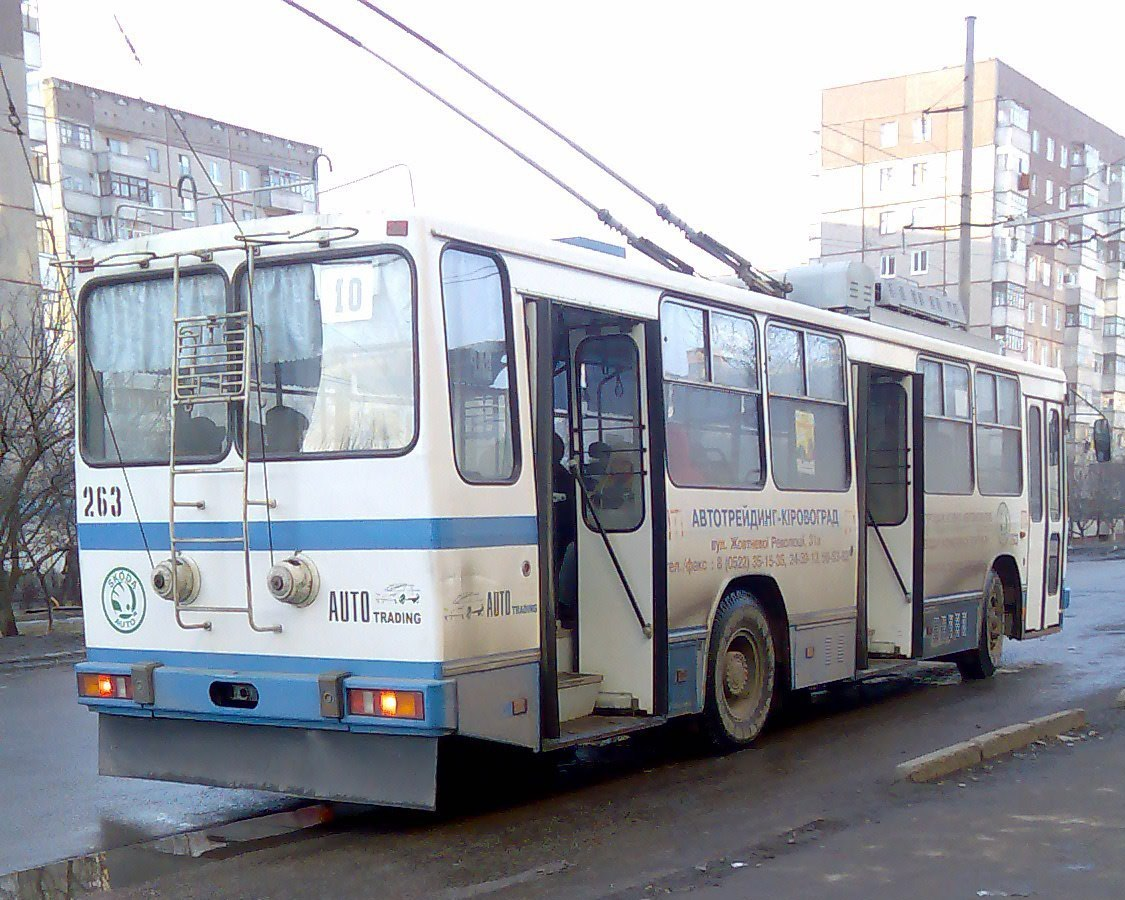
ЮМЗ Т2 в Кропивницком
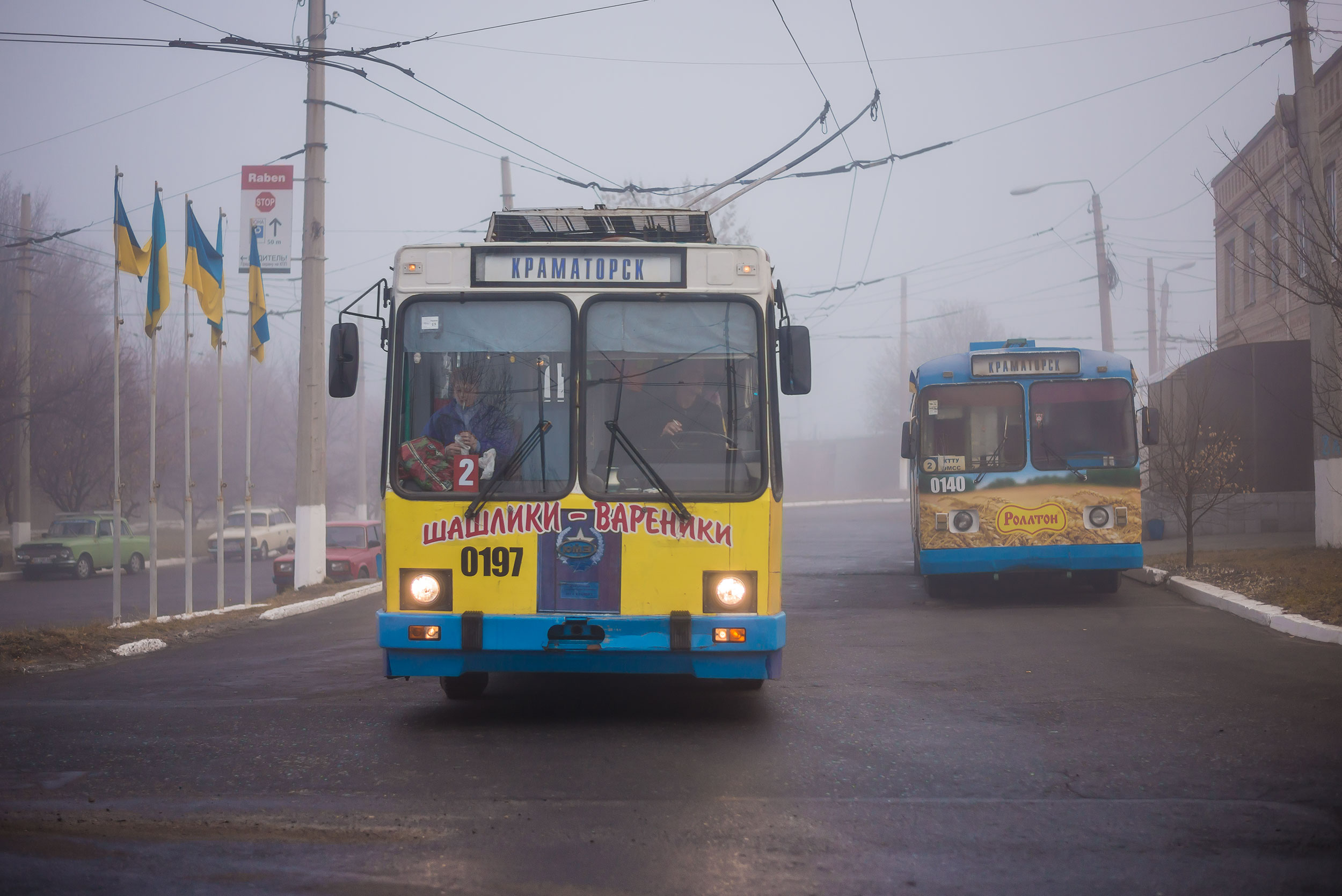
ЮМЗ Т2 в Краматорске
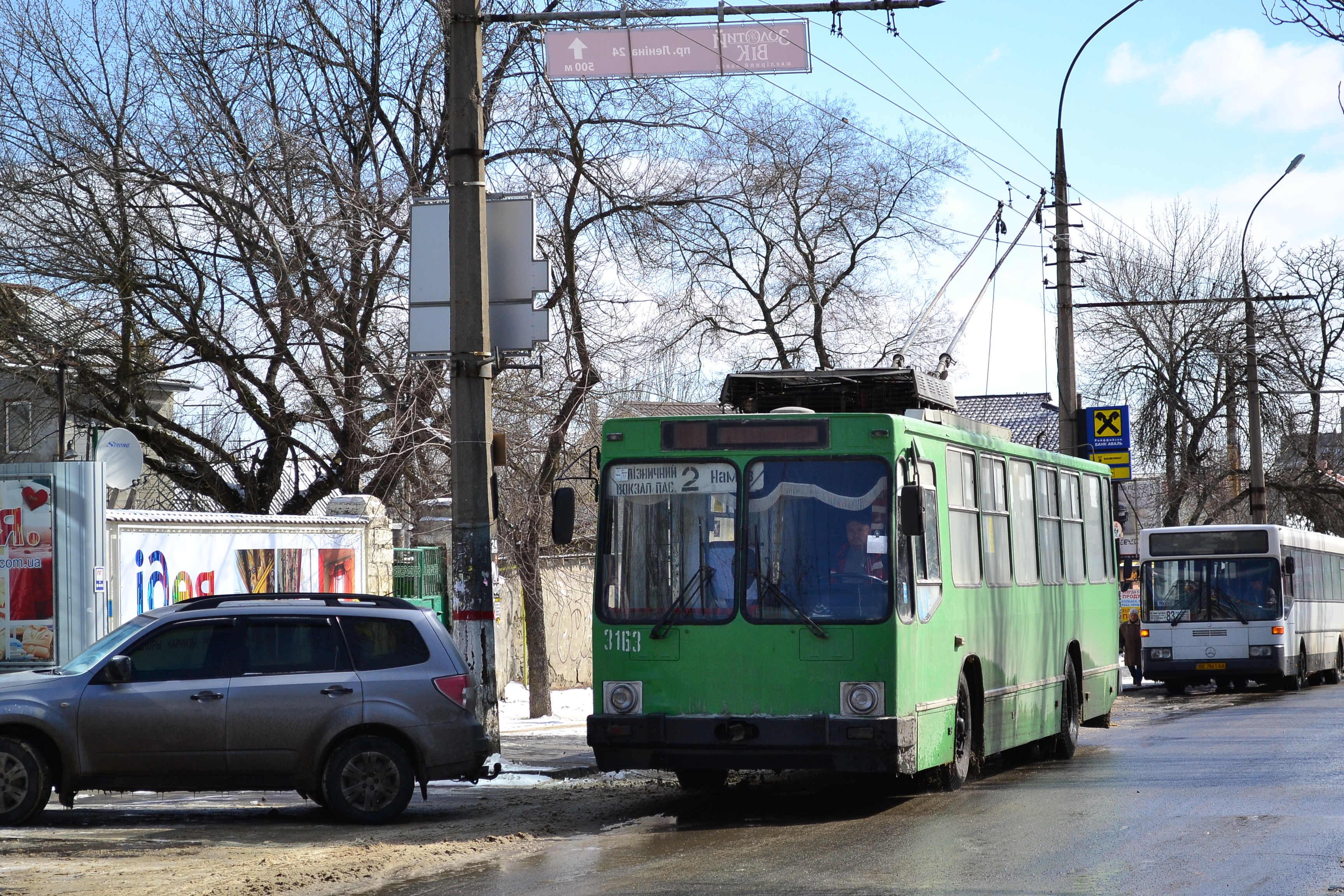
ЮМЗ Т2 в Николаеве
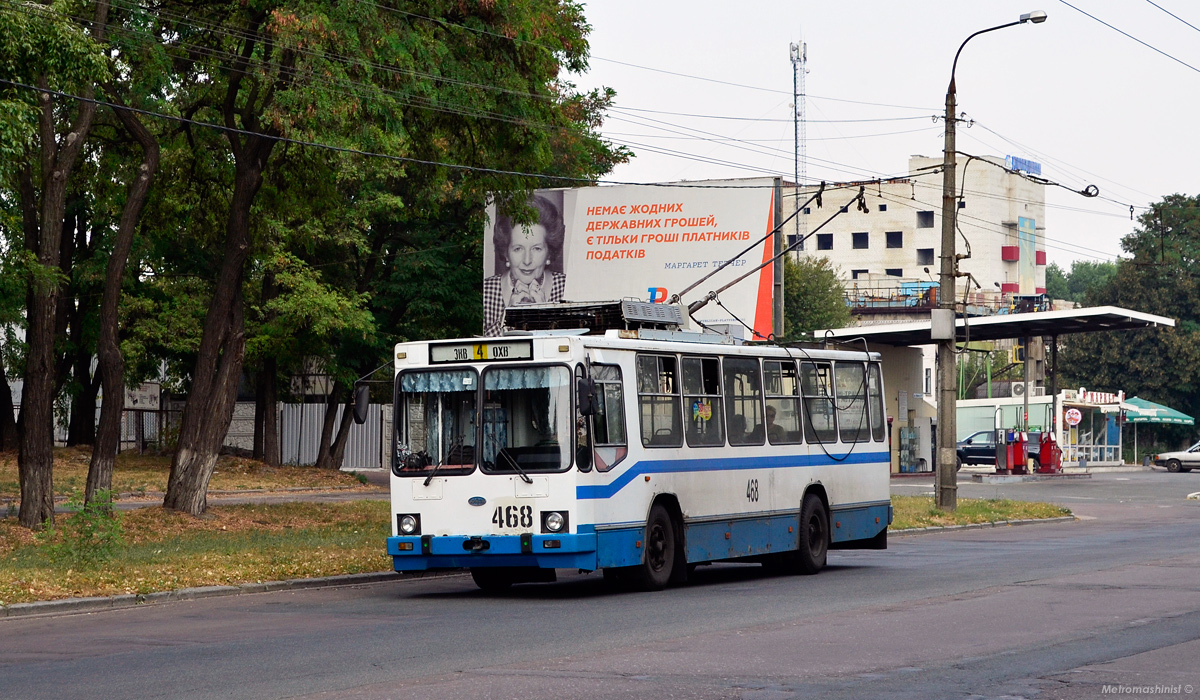
ЮМЗ Т2 в Чернигове
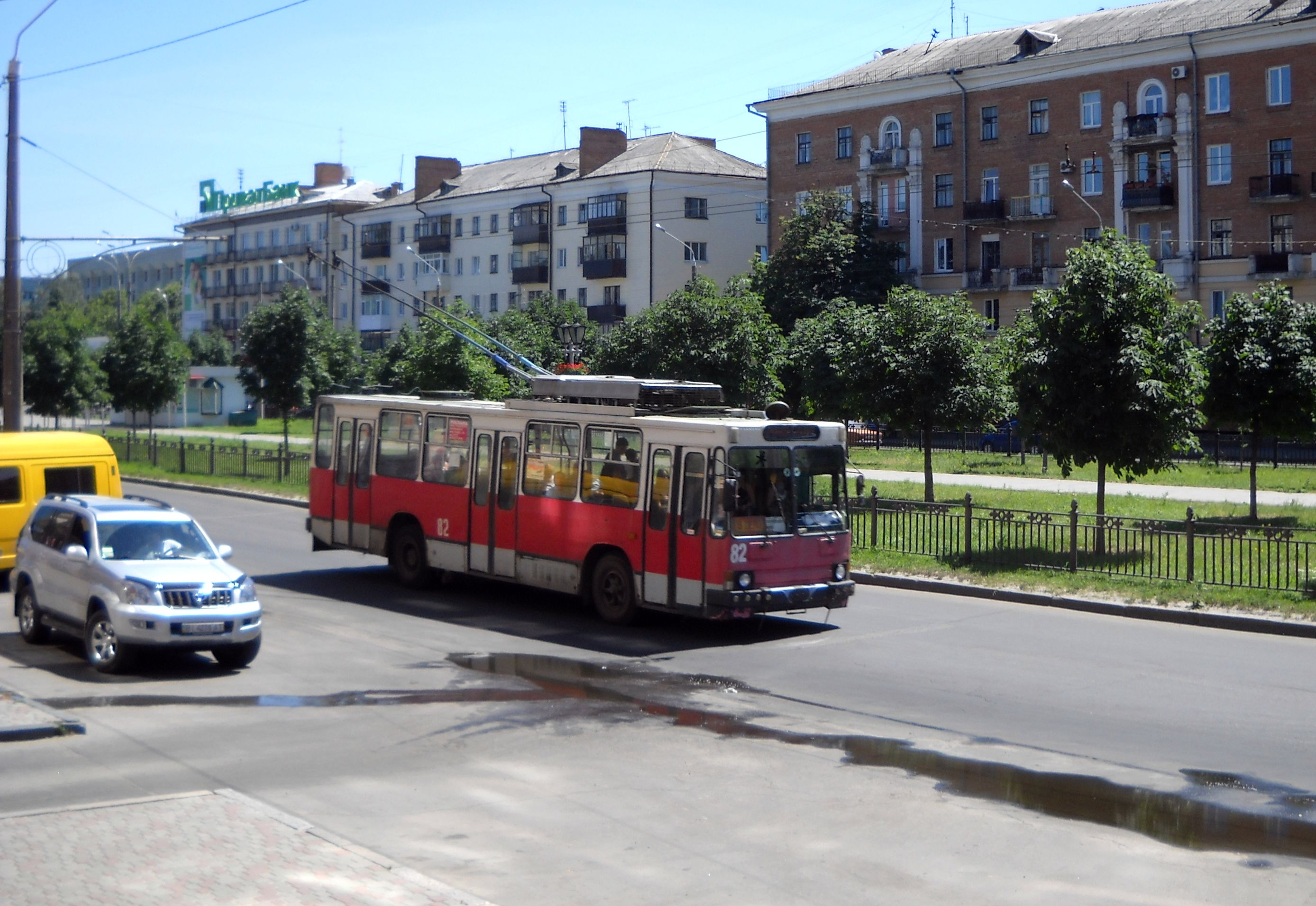
ЮМЗ Т2 в Полтаве